# Addison (Pennsylvanie)
Pour les articles homonymes, voir Addison.
Addison est un borough situé au sud-est du comté de Somerset, en Pennsylvanie, aux États-Unis,. En 2010, il comptait une population de 207 habitants, estimée au 1er juillet 2020 à 212 habitants.  Le borough est incorporé le 28 février 1912.

## Démographie
Lors du recensement de 2010, le borough comptait une population de 207 habitants. Elle est estimée, en 2020, à 212 habitants.